# Čófu
Čófu (japonsky 調布市) je město v prefektuře Tokio v Japonsku. K roku 2017 mělo zhruba 234 tisíc obyvatel.

## Poloha
Čófu je součástí souvislé aglomerace Velkého Tokia. Od centra Tokia je vzdáleno přibližně dvacet kilometrů západně. Leží na levém břehu Tamy (tekoucí na východ do Tokijského zálivu). Ta jej na jihu odděluje od Kawasaki (v prefektuře Kanagawa) a Inagi. Na západě hraničí s Fučú, na severu s Mitakou a Konagei a na západě se Setagajou a Komae.